# Olivier de Sarnez
Olivier de Sarnez-Lebel, noto come Olivier de Sarnez (Parigi, 21 febbraio 1927 – Parigi, 8 aprile 2013), è stato un politico francese.
Era il padre di Marielle de Sarnez.

## Biografia
Olivier de Sarnez-Lebel proveniva da una famiglia alsaziana che aveva ottenuto il baronato nel 1810 sotto il Primo Impero, titolo confermato nel 1817 sotto la Seconda Restaurazione.
Ai tempi degli studi al Lycée Janson-de-Sailly prese parte alla manifestazione studentesca dell'11 novembre 1940 a Parigi per la liberazione della Francia. Dal 1943 al 1944 partecipò a vari movimenti e azioni di resistenza armata.
Dal gennaio 1959 al febbraio 1960 fu consulente tecnico di Roger Frey, ministro dell'informazione, poi dal 1961 al 1967 fu capo di gabinetto al Ministero dell'interno.
Fu deputato dell'UDR per la quarta circoscrizione della Senna Marittima dal 1968 al 1973.
Nel 2004 venne eletto presidente dell'Associazione nazionale dei medagliati della Resistenza francese.

## Controversie
Per aver dimostrato il suo sostegno a Maurice Papon durante i funerali di quest'ultimo nel febbraio 2007, venne contestato da Robert Créange, segretario generale della Fédération nationale des déportés et internés résistants et patriotes, che chiese al Ministro delegato per i veterani di sanzionarlo.